# Messier 54
A Messier 54 (más néven M54 vagy NGC 6715) egy gömbhalmaz a Nyilas csillagképben.

## Felfedezése
Az M54 gömbhalmazt Charles Messier francia csillagász fedezte fel, majd katalogizálta 1778. július 24-én. William Herschel volt az első, akinek sikerült csillagokra bontania a halmaz külső régióit.

## Tudományos adatok
Az M54-ben legalább 82 változócsillagot ismerünk, melyek többsége RR Lyrae típusú. A halmaz kb. 142 km/s sebességgel távolodik tőlünk.
Korábban 50-65 ezer fényévre becsülték a távolságát, de 1994-ben felfedezték, hogy az M54 nem a Tejútrendszer része, hanem egy törpegalaxisé. Ezt a galaxist ma Sagittarius elliptikus törpegalaxis (SagDEG) néven ismerjük.

## Megfigyelési lehetőség
Az M54 a ζ Sagittarii (Ascella) kettőscsillagtól 0,5 fokra délre és 1,5 fokra nyugatra könnyen megtalálható. Távolsága miatt csillagokra való felbontása nem egyszerű feladat.